# Антонов, Николай Петрович
Никола́й Петро́вич Анто́нов — советский конструктор вооружений, лауреат Сталинской премии.

## Биография
С 1940 года первый начальник КБ, организованного на заводе № 7 имени М. В. Фрунзе. Одна из разработок военного времени — броненагрудник «панцирь защитный ПЗ-ЗИФ-20» (январь 1943 года). Главный конструктор противотанковой пушки «7-33» (август 1941 г.), казематных пушек ЗИФ-26 (85 мм) и ЗИФ-25 (100 мм) (1948).
Решением Совета Министров СССР от 21.11.1949 № 5316-2040 и приказом Министра вооружения СССР от 02.12.1949 № 656 образовано ЦКБ-7 завода № 7, на которое возлагались проектно-конструкторские работы по морской автоматической зенитной артиллерии и орудиям для укрепрайонов. Начальником и главным конструктором ЦКБ-7 назначен Антонов, пробывший в этой должности до 1952 года.

## Награды и премии
- Сталинская премия второй степени (1948) — за создание новых образцов артиллерийского вооружения